# Eduard al II-lea al Angliei
Eduard al II-lea (n. 25 aprilie 1284, Caernarfon Castle⁠(d), Țara Galilor, Regatul Angliei – d. 21 septembrie 1327, Berkeley⁠(d), Anglia, Regatul Unit), a fost rege al Angliei din 1307 până în ianuarie 1327.
Eduard al II-lea a fost primul monarh care a fondat colegiile universităților din Oxford și Cambridge; el a fondat Cambridge's King's Hall în 1317 și a dat statut regal Colegiului Oriel din Oxford în 1326.

## Prinț de Wales
Al patrulea fiu al regelui Eduard I și al primei lui soții Eleonora a Castiliei, Eduard al II-lea s-a născut  la Castelul Caernarfon. A fost primul prinț englez care a deținut titlul de Prinț de Wales, care a fost oficializat de Parlament la 7 februarie 1301.
Eduard a devenit moștenitor al tronului când avea doar câteva luni, după decesul fratelui său mai mare, Alphonso. Tatăl lui, un puternic lider militar și-a instruit moștenitorul în arta războiului și în politică încă din copilărie, totuși tânărul Eduard prefera plimbarea cu barca și tapiseriile, activități considerate la vremea aceea sub demnitatea unui rege.
Prințul a luat parte la câteva campanii scoțiene însă în ciuda acestor angajamente mărețe "toate eforturile tatălui său n-au putut împiedica dobândirea unor obiceiuri extravagante și frivolitatea pe care le-a menținut toată viața".
Puternicul atașament manifestat de tânărul Eduard față de Piers Gaveston, un cavaler gascon, l-au determinat pe rege să-l exileze pe Gaveston de la curte în special după ce Prințul Eduard a acordat prietenului său un titlu rezervat regalității. În mod ironic, regele a fost cel care l-a ales pe Gaveston în 1298 să fie un prieten potrivit pentru fiul său din cauza spiritului său, a curtoaziei și a abilităților sale.

## Rege al Angliei

Blazonul lui Eduard ca rege

Eduard I a murit la 7 iulie 1307 în drum spre o altă campanie împotriva scoțienilor, un război care a devenit semnul distinctiv al domniei sale.
În Evul Mediu, homosexualitatea era considerată un păcat capital. De fapt, se pare că Eduard era mai curând bisexual, fiindcă a avut câteva aventuri și cu domnițe de la curte și chiar a dăruit un urmaș Angliei, însă patima lui pentru băieții frumoși era mai puternică.
La 25 ianuarie 1308, Eduard s-a căsătorit la Boulogne cu Isabela a Franței, fiica regelui Filip al IV-lea al Franței și sora a trei regi francezi. La 25 februarie au fost încoronați la Westminster Abbey. Mariajul a fost sortit eșecului de la început. Isabela era mai mult neglijată de soțul ei, care prefera să-și petreacă timpul conspirând cu favoritul său despre cum să limiteze puterea nobililor englezi (peerage) și să-și consolideze propria putere.
 Pentru că baronii englezi au început să exercite presiuni asupra lui Eduard împotriva "gasconului" Gaveston, regele îl exilează în Irlanda, însă nu pentru mult timp; îl recheamă, episcopii îl excomunică pe Gaveston iar regele fuge cu amantul său, părăsindu-și soția însărcinată în trei luni.
În cele din urmă Gaveston este capturat de contele Pembroke și decapitat, inainte ca regele să-l poata salva.
După moartea lui Gaveston regele crește puterea nepotului său prin alianță, (care de asemenea, era cumnatul lui Gaveston) Hugh le Despenser cel Tânăr. Baronii au fost indignați de privilegiile acordate atât tatălui cât și fiului, ambii numiți Hugh le Despenser, în special când Despenser cel Tânăr a început în 1318 eforturile pentru a-și procura pentru sine titlul de conte de Gloucester și domeniile asociate acestui titlu.

## Invazia condusă de Isabela și Mortimer

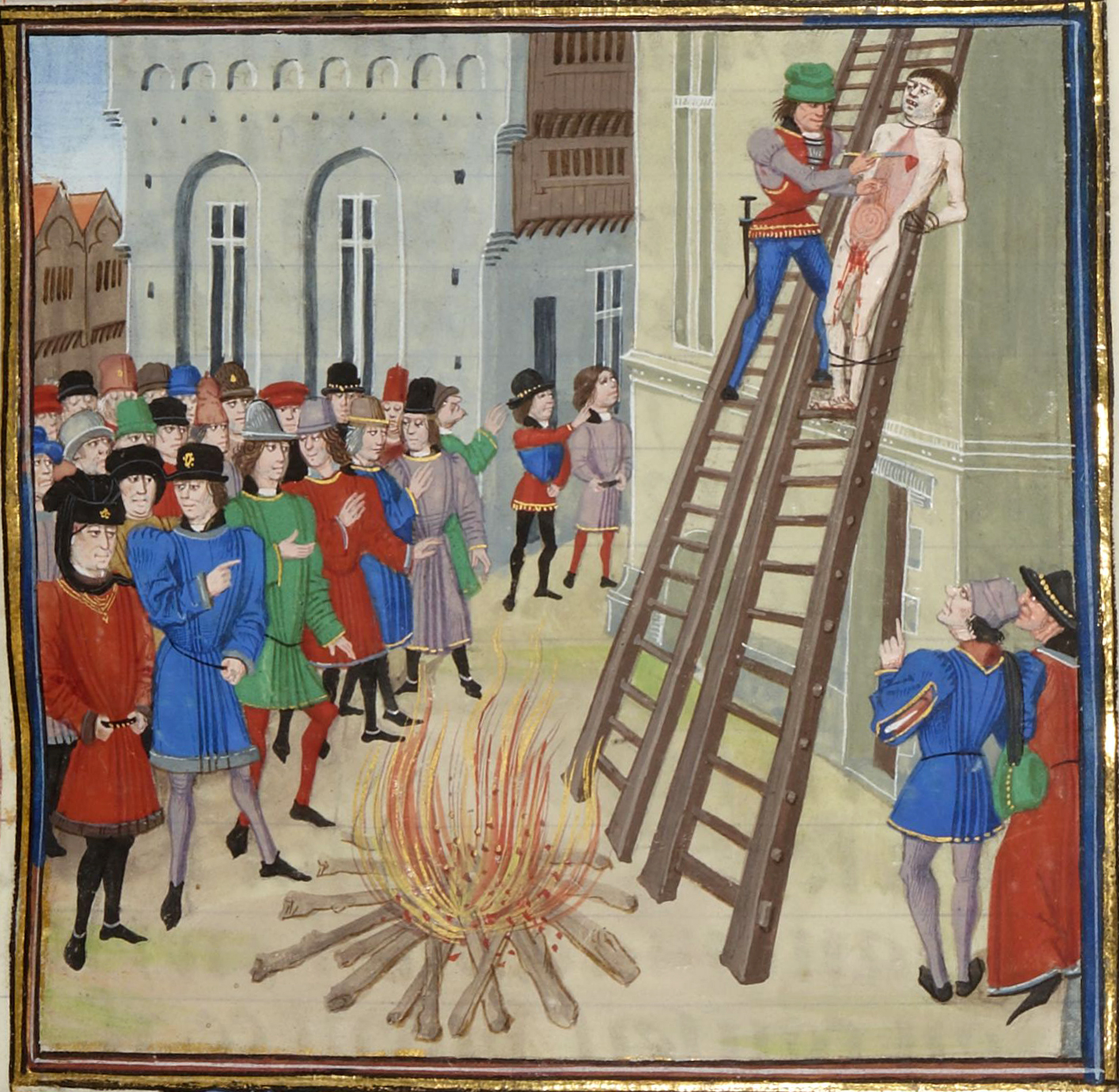
Execuția lui Huge Despensers cel Tânăr.

Are loc o dispută între Franța și Anglia după refuzul lui Eduard de a aduce un omagiu regelui francez pentru teritoriul Gasconia. După mai multe încercări de a-și recâștiga teritoriul, Eduard își trimite soția să negocieze termenii de pace. Isabela ajunge în Franța în martie 1325. Are ocazia să-și viziteze familia și de a scăpa de rege și Despensers și de ceea ce detesta cel mai mult.
În Franța întâlnește un nobil exilat, pe nume Roger Mortimer, care îi împărtășește ura față de regele Eduard. Se îndrăgostește de el, devine amanta lui și la îndemnul acestuia începe să adune o armată pentru a-și răsturna de pe tron soțul. Când suita Isabelei, care era credincioasă regelui Eduard, revine în Anglia la 23 decembrie, îi aduce acestuia vestea șocantă a alianței cu Roger Mortimer și planul invaziei Angliei.
În septembrie 1326, Mortimer și Isabela invadează Anglia. Eduard a fost uimit de numărul mic de soldați și imediat a început să strângă o armată numeroasă care să o zdrobească pe a lor. Totuși, un mare număr de bărbați au refuzat să lupte împotriva lui Mortimer și a reginei. Eduard a pus o recompensă de o mie de livre de aur pe capul lui Mortimer. Isabella a oferit două mii de livre pentru tânărul Despenser. Tatăl acestuia a fugit către Bristol dar orașul și-a deschis porțile în fața armatei reginei. Bătrânul Despenser a fost prins și spânzurat. Eduard, care era însoțit de Hugh cel tânăr, avea tot mai puțini suporteri.
În cele din urmă, în noiembrie 1326 a fost prins Hugh cel Tânăr și condamnat la o moarte dezonorantă și dezgustătoare: mai întâi i s-au tăiat organele sexuale, ca eretic și sodomit, apoi decapitat. Regina l-a declarat pe suveran „nebun și probabil răpit de Iele” și l-a închis în Turnul Londrei. În septembrie 1327, Eduard a fost ucis în închisoare, cu acceptul tacit al reginei.
Peste patru ani, regele va fi răzbunat de fiul său, care-l va ucide pe Mortimer și o va alunga pentru totdeauna de la curte pe mama sa, Isabela.